# Langmár András
Langmár András (Szeged, 1941. február 3.– Budaörs, 2017. december 23.) magyar díszlettervező.

## Életpályája
1960-1964 között az Ybl Miklós Építőipari Főiskola hallgatója volt. 1964-1966 között a Mafilm építész, majd díszlettervező asszisztense volt. 1966-1969 között a kaposvári Csiky Gergely Színházban dolgozott. 1970-től tíz éven át a debreceni Csokonai Színház díszletét tervezte. 1980-1998 között a Magyar Televízió díszlettervezője volt.

## Színházi munkái
A Színházi Adattárban regisztrált bemutatóinak száma: 308
- Carlo Goldoni: Mirandolina
- Hugo: Hernani
- Williams: Orpheusz alászáll
- Verdi: Rigoletto
- Bródy Sándor: A medikus
- Corneille: Cid
- Kálmán Imre: Marica grófnő

## Filmjei
- Mire megvénülünk (1978)
- Zenés TV Színház (1979-1993)
- Csalóka Péter (1979)
- Liftrapszódia (1979)
- Lóden-show (1980)
- Egy hónap falun (1980)
- Petőfi (1981)
- Glória (1982)
- A Mi Ügyünk, avagy az utolsó hazai maffia hiteles története (1982)
- Wagner (1983)
- Szálka hal nélkül (1984)
- Rafinált bűnösök (1985)
- Elveszett paradicsom (1986)
- Szomszédok (1987-1988)
- Látogató a végtelenből (1989)
- A megközelíthetetlen (1989)
- Hölgyek és urak (1991)
- Julianus barát (1991)
- Rádióaktív BUÉK (1993)
- Egy tubarózsa (1994)
- A szalmabábuk lázadása (2001)